# Pedro de Alcántara Álvarez de Toledo y Silva Mendoza
Pedro de Alcántara Antonio Juan Esteban Diego Francisco Miguel Luis Silvestre Benito de Toledo Pimentel Enríquez Silva Hurtado de Mendoza de la Vega Sandoval y Luna (27 de noviembre de 1729 - Heusenstamm, Alemania, 2 de junio de 1790) fue un noble español, XII duque del Infantado y grande de España —entre sus numerosos títulos—, caballero de Carlos III, gentilhombre de cámara con ejercicio de SCM el rey de España y teniente general de los reales Ejércitos.

## Vida
Hijo de Miguel Álvarez de Toledo y Pimentel, X marqués de Távara, grande de España y VIII conde de Villada, y de María Francisca de Silva Hurtado de Mendoza, XI duquesa del Infantado, grande de España. 
Casó con Francisca Javiera de Velasco Pacheco, hija del XI duque de Frías, y después, en 1758 con la princesa María Ana de Salm-Salm. Tuvo por hijo a Pedro de Alcántara Álvarez de Toledo y Salm-Salm.
Estuvo interesado en la ciencia dentro de la tradición enciclopedista de la época.

## Títulos nobiliarios
- XII duque del Infantado.
- X duque de Lerma.
- VIII duque de Estremera.
- VIII duque de Pastrana.
- IX duque de Francavilla.
- XII marqués de Argüeso.
- XII marqués de Campóo.
- XIII marqués de Santillana.
- X marqués del Cenete.
- X marqués de Cea.
- X conde de Ampudia.
- IX marqués de Algecilla.
- VIII marqués de Almenara.
- X marqués de Távara.
- XI conde del Cid.
- XIII conde de Real de Manzanares.
- IX conde de Villada.
- XV conde de Saldaña.
- señor de Mendoza.
- señor de Hita.
- señor de Buitrago.